# Castellaniella hirudinis
Castellaniella hirudinis es una especie de  bacteria gramnegativa del género Castellaniella. Fue descrita en el año 2013. Su etimología hace referencia a sanguijuela. Es aerobia y móvil. Tiene un tamaño de 0,5 μm de ancho por 1 μm de largo. Catalasa y oxidasa positivas. Temperatura de crecimiento entre 15-37 °C, óptima de 25-30 °C. Crece en agar R2A, TSA y PYE. Forma colonias traslúcidas, brillantes, de color beige y con márgenes enteros tras 24 horas de incubación. Se ha asilado de la piel de sanguijuelas (Hirudo verbana) en Alemania. 